# Coelioxys torridula
Coelioxys torridula är en biart som beskrevs av Pasteels 1968. Coelioxys torridula ingår i släktet kägelbin, och familjen buksamlarbin. Inga underarter finns listade i Catalogue of Life.